# Parafia Trójcy Przenajświętszej w Sierakoścach-Nowych Sadach
Parafia Trójcy Przenajświętszej w Sierakoścach-Nowych Sadach – parafia rzymskokatolicka znajdująca się w archidiecezji przemyskiej, w dekanacie Kalwaria Pacławska.

## Historia
W latach 1782–1783 na terenie wsi Hujsko, w wyniku kolonizacji józefińskiej dla niemieckich osadników utworzono nową wieś Falkenberg. W 1782 roku władze austriackie utworzyły kapelanię, a w 1816 roku z kamieni rzecznych zbudowano kościół pw. św. Wendelina. W 1891 roku w Falkenbergu zbudowano nowy kościół parafialny, który w 1906 roku został konsekrowany pw. Najświętszego Imienia Jezusa i św. Wendelina.
W 1939 roku zmieniono nazwę wsi na Sokołów Dobromilski, podczas II wojny w 1944 roku parafię opuścił ostatni proboszcz. W 1948 roku zmieniono nazwę wsi na Sokołów k/Przemyśla. W 1961 roku po przyłączeniu Siedlisk i Hujska  zmieniono nazwę wsi na Nowe Sady.
W 1959 roku przybył ks. Stanisław Adamiak, a w 1980 roku z Nowych Sadów odszedł ostatni proboszcz.
W latach 1982–1984 w Sierakoścach zbudowano murowany kościół, według projektu arch. Władysława Pisza. 1 sierpnia 1984 roku siedziba parafii została przeniesiona do Sierakośców. Kościół został w 1992 roku poświęcony przez bpa Ignacego Tokarczuka pw. Trójcy Przenajświętszej.
Na terenie parafii jest 857 wiernych (w tym: Sierakośce – 411, Sierakośce Osiedle – 95, Nowe Sady – 258, Sólca – 98).
Proboszczowie parafii:
Proboszczami parafii byli m.in.: o. Iwo Tomczyk OFM (administrator excurrendo z Kalwarii Paclawskiej), o. Wit Nowakowski OFM (1958–1959) (administrator excurrendo z Kalwarii Pacławskiej), ks. Stanisław Adamiak (1959–1966, Nowe Sady) (administrator), ks. Józef Linek (od 1977, Nowe Sady), ks. Eugeniusz Niezgoda (od 1984, Sierakośce), ks. Tadeusz Drzymota, ks. Mieczysław Federkiewicz, ks. Bogdan Blama (od 2013).